# Konrad Ilski
Konrad Ilski (ur. 19 lutego 1885 w Warszawie, zm. 15 kwietnia 1963 w Gdańsku) – polski polityk, urzędnik, wiceprezydent Warszawy (1922-27), poseł na Sejm I kadencji w II RP z ramienia Związku Ludowo-Narodowego.

## Życiorys
Ukończył gimnazjum w Bachmucie na Ukrainie. Studiował prawo, ekonomię i nauki polityczne na uniwersytetach w Warszawie, prawdopodobnie Moskwie, Lipsku, Monachium i Freiburgu, gdzie w 1913 uzyskał stopień doktora nauk politycznych. W latach 1913-19 kierował Katedrą Nauki o Handlu na Wyższych Kursach Handlowych Augusta Zielińskiego w Warszawie. Do 1924 wykładał na tej uczelni organizację handlu i historię polityki handlowej. W tym okresie pracował w Biurze Pracy Społecznej, m.in. opracował dział o szkolnictwie do Rocznika Statystycznego Królestwa Polskiego. Zasiadał we władzach Towarzystwa Rozwoju Przemysłu, Rzemiosł i Handlu w Polsce. W czasie I wojny światowej wszedł do Komitetu Obywatelskiego m.st. Warszawy. W 1916 został po raz pierwszy radnym tego miasta, w 1917 - kierownikiem Wydziału Administracji Majątku Miejskiego. Następnie do 1919 kierował Wydziałem Zaopatrywania Miasta. W tym samym roku został ławnikiem miejskim, którym ponownie wybrano go w 1921. 
W latach 1919-21 pełnił kolejno funkcje sekretarza i radcy handlowego misji polskiego rządu na Syberii oraz zastępcy wysokiego komisarza RP w Harbinie i Czycie. Od 1922 do 1927 był wiceprezydentem Warszawy, od 1927 do 1934 - ponownie radnym stolicy. Był posłem na Sejm I RP I kadencji wybranym z listy Związku Ludowo-Narodowego (ZL-N) w okręgu nr 1 (m.st. Warszawa). Pełnił funkcję zastępcy przewodniczącego komisji: administracyjnej i skarbowej, zasiadał też w komisji przemysłowo-handlowej. W latach 1928-30 pełnił funkcję zastępcy posła z listy państwowej. Od 1924 był członkiem Zarządu Głównego i przewodniczącym Zarządu Warszawskiego ZL-N. W 1930 został kierownikiem Wydziału Komunalnego Zarządu Głównego SN. Był też członkiem Rady Naczelnej i Zarządu Stołecznego tej partii. Brał udział w posiedzeniach Unii Międzyparlamentarnej. W okresie II RP był dyrektorem Centralnego Towarzystwa Rzemieślniczego i organizatorem Zjazdów Rzemieślników Państwa Polskiego (1921-24).
Przemawiał na demonstracji przeciwko wyborowi Gabriela Narutowicza na Prezydenta RP 10 maja 1922. Przystąpił do założonej po zabójstwie Narutowicza tajnej organizacji faszystowskiej Zakon Rycerzy Prawa, której celem było przeprowadzenie przewrotu na wzór włoski. W filmie Śmierć prezydenta Jerzego Kawalerowicza z 1977 w jego postać wcielił się Jerzy Adamczak.
Pochowany na cmentarzu katolickim w Sopocie (kwatera G1-A-11). 